# Eleccions generals de l'Uruguai de 1954
Les eleccions generals de l'Uruguai de 1954 es van celebrar el diumenge 28 de novembre del 1954, en una primera i única volta, amb la intenció d'escollir un nou president de la República Oriental de l'Uruguai, càrrec que, fins a la data, ocupava el cos col·legiat del Consell Nacional de Govern. També, segons aquest sistema, es van presentar els candidats a intendents municipals pels seus respectius departaments.
D'acord amb la Constitució de 1952, es van escollir els membres del Consell Nacional de Govern, òrgan executiu col·legiat de nou integrants. El Partit Colorado va aconseguir un nou triomf electoral, obtenint-ne 6 llocs al CNG; les altres 3 van ser per al Partit Nacional. Al costat de l'elecció del Poder Executiu col·legiat, es van votar els càrrecs dels 31 senadors i 99 diputats. El Partit Colorado en va obtenir 17 senadors i 51 diputats; el Partit Nacional, 11 senadors i 35 diputats; la Unió Cívica, 1 senador i 5 diputats; el Partit Comunista de l'Uruguai, 2 diputats; el PSU, 1 senador i 3 diputats; i el Partit Nacional Independent (PNI), 1 senador i 3 diputats.
Simultàniament es van celebrar les eleccions dels dinou consells departamentals (governs municipals col·legiats) i de les corresponents Juntes Departamentals. En van resultar elegits 15 del Partit Colorado i 4 del Partit Nacional (a Cerro Largo, Durazno, Flores i Treinta y Tres).

## Resultats
|    | Candidat                                  | Partit                                    | Vots      | %                | Resultat         | Diputats | Senadors |
| 1  | Batlle Berres                             | Partit Colorado (centredreta)             | 254.648   | 28,96            | President        | 51       | 17       |
| -- | ----------------------------------------- | ----------------------------------------- | --------- | ---------------- | ---------------- | -------- | -------- |
| 2  | Lanza                                     | Partit Colorado (centredreta)             | 180.164   | 20,49            |                  | -        | -        |
| 3  | Charlone                                  | Partit Colorado (centredreta)             | 9.292     | 1,06             |                  | -        | -        |
| 4  | Al lema                                   | Partit Colorado (centredreta)             | 325       | 0,04             |                  | -        | -        |
| 5  | Herrera                                   | Partit Nacional (dreta)                   | 160.738   | 18,28            |                  | 35       | 11       |
| 6  | Fernández Crespo                          | Partit Nacional (dreta)                   | 112.124   | 12,75            |                  | -        | -        |
| 7  | Astiazarán                                | Partit Nacional (dreta)                   | 36.818    | 4,19             |                  | -        | -        |
| 8  | Al lema                                   | Partit Nacional (dreta)                   | 138       | 0,02             |                  | -        | -        |
| 9  | Regules - García Otero                    | Unió Cívica de l'Uruguai (dreta)          | 44.255    | 5,03             |                  | 5        | 1        |
| 10 | Lussich - Roldán                          | Partit Nacional Independent (PNI) (dreta) | 32.341    | 3,68             |                  | 3        | 1        |
| 11 | Frugoni - Ibáñez                          | Partit Socialista (PSU) (esquerra)        | 28.704    | 3,26             |                  | 3        | 1        |
| 12 | Gómez - Arévalo de Roche                  | Front Esquerra d'Alliberament (esquerra)  | 19.541    | 2,22             |                  | 2        | -        |
| 13 | Zarralde Morlán                           | P. Front Anticol·legialista del Poble     | 89        | 0,01             |                  | -        | -        |
| 14 | -                                         | Partit Obrer                              | 65        | 0,01             |                  | -        | -        |
|    | Total vots vàlids                         |                                           | 879.242   | 100              |                  |          |          |
|    | vots anul·lats                            |                                           | -         | -                |                  |          |          |
|    | vots en blanc                             |                                           | -         | -                |                  |          |          |
|    | total vots                                |                                           | 879.242   | 100              |                  |          |          |
|    | total dels votants inscrits a les llistes |                                           | 1.295.502 | 32,14% abstenció | 32,14% abstenció | 99       | 31       |